# 神戸拘置所
神戸拘置所（こうべこうちしょ）は、法務省矯正局の大阪矯正管区に属する拘置所。
全国に8箇所（東京・立川・名古屋・京都・大阪・神戸・広島・福岡）ある拘置所の本所の一つ。通称「神拘（しんこう）」。
所管していた尼崎拘置支所は2013年（平成25年）5月から大阪拘置所の所管となったため、現在管下の支所はない。

## 所在地
- 〒651-1124 兵庫県神戸市北区ひよどり北町2-1
  - 市道夢野白川線（旧西神戸有料道路）鵯インターチェンジから約3分
  - JR西日本 神戸駅・阪神神戸高速線 高速神戸駅から神戸市バスしあわせの村方面行き「ひよどり台北町」バス停下車。

## 被収容者
- 刑事被告人
- A級受刑者（当所執行受刑者）

## 定員
- 508人

## 沿革
- 大正7年（1918年）4月 現在の神戸市中央区橘通に「神戸監獄橘通出張所」として設立
- 大正11年（1922年）11月 「神戸刑務所橘通出張所」と改称
- 昭和16年（1941年）12月 「神戸拘置所」として独立
- 昭和21年（1946年）10月 神戸市兵庫区菊水町に移転
- 昭和53年（1978年）12月 現在地（神戸市北区ひよどり北町）に移転

## 組織
所長の下に2部1課を置く2部制の施設である。
- 総務部（庶務・会計・用度）
- 処遇部（処遇・企画）
- 医務課（医療・保健）

## 外観・設備
- 敷地総面積 66,184m2
- 建物総面積 20,095m2

## 事件
- 1946年（昭和21年）7月7日、収容者49人（日本人31人、朝鮮人18人）が集団逃走。29人を逮捕[1]。
- 児童買春・児童ポルノ禁止法違反の罪に問われ2005年8月から同拘置所に収容されていた男性が、翌2006年1月に体調不良を起こし、翌7日朝に死亡した。当時、男性の収容されていた独房は、冬にもかかわらず窓が開けられたままとなっており、凍死と判断された。遺族（男性の母親）がこれについて損害賠償を求める訴訟を神戸地裁に起こし、2011年9月に同地裁は、窓を開け放していたことで氷点下の外気が入り凍死したもので、刑務官らは体調の異変に気付きながら監視を怠ったとして、訴えを認めて国に対し約4,360万円の支払いを命じた[2]。
- 2012年6月14日に、同拘置所に収容されていた53人が、下痢や腹痛などの食中毒症状を訴え、このうち一部の患者からはウェルシュ菌が検出された。神戸市は、拘置所で作られ提供された食事が原因で生じた食中毒と判断し、調理場の使用を同月22日まで停止する措置を行った[3]。